# Adam Wharton
Adam Wharton, né le 6 février 2004 à Blackburn en Angleterre, est un footballeur international anglais qui joue au poste de milieu central au Crystal Palace FC.

## Biographie

### Blackburn Rovers
Né à Blackburn en Angleterre, Adam Wharton est formé par le club local de Blackburn Rovers. Il signe son premier contrat professionnel le 16 février 2022 avec les Rovers.
Il fait ses débuts en professionnel le 10 août 2022 lors d'un match de coupe de la Ligue face à Hartlepool United. Il est directement titularisé au milieu de terrain par son entraîneur Jon Dahl Tomasson, et son équipe s'impose par quatre buts à zéro ce jour-là. Le jeune joueur de 18 ans intéresse rapidement des clubs de première division mais il préfère rester dans son club formateur pour continuer à progresser.
Le 22 octobre 2022, Wharton inscrit son premier but en professionnel à l'occasion d'une rencontre de championnat contre Birmingham City. Il est titularisé et participe à la victoire de son équipe par deux buts à un,.

### Crystal Palace
Le 1er février 2024, Adam Wharton rejoint Crystal Palace. Il signe un contrat de cinq ans et demi-soit jusqu'en juin 2029,.

### En sélection
Le 16 septembre 2022, Adam Wharton est appelé pour la première fois avec l'équipe d'Angleterre des moins de 19 ans. Il fait ses débuts avec cette sélection lors de ce rassemblement, le 21 septembre 2022 contre le Monténégro. Il entre en jeu et son équipe s'impose par deux buts à zéro.
En mai 2024, Adam Wharton est convoqué pour la première fois avec l'équipe nationale d'Angleterre en étant inclus dans une liste élargie de 33 joueurs en vue du prochain championnat d'Europe. Il honore alors sa première sélection lors de ce rassemblement, le 3 juin 2024, lors d'un match amical contre la Bosnie-Herzégovine. Il entre en jeu à la place de Kieran Trippier et son équipe s'impose par trois buts à zéro,.
En juin 2024, il fait partie de la liste finale des vingt-six joueurs convoqués par Gareth Southgate pour disputer l'Euro 2024.

## Vie privée
Adam Wharton est le jeune frère de Scott Wharton, lui aussi footballeur professionnel ayant été formé à Blackburn Rovers.

## Statistiques
| Saison                | Club                  | Championnat           | Championnat | Championnat | Championnat | Coupe nationale | Coupe nationale | Coupe nationale | Coupe de la Ligue | Coupe de la Ligue | Coupe de la Ligue | Supercoupe | Supercoupe | Supercoupe | Compétition(s) continentale(s) | Compétition(s) continentale(s) | Compétition(s) continentale(s) | Compétition(s) continentale(s) | Total | Total | Total |
| Saison                | Club                  | Division              | M.          | B.          | P.d.        | M.              | B.              | P.d.            | M.                | B.                | P.d.              | M.         | B.         | P.d.       | Comp.                          | M.                             | B.                             | P.d.                           | M.    | B.    | P.d.  |
| 2022-2023             | Blackburn Rovers      | Championship          | 18          | 2           | 1           | -               | -               | -               | 4                 | 0                 | 1                 | -          | -          | -          | -                              | -                              | -                              | -                              | 22    | 2     | 2     |
| 2023-2024             | Blackburn Rovers      | Championship          | 26          | 2           | 3           | 1               | 0               | 0               | 2                 | 0                 | 0                 | -          | -          | -          | -                              | -                              | -                              | -                              | 29    | 2     | 3     |
| Sous-total            | Sous-total            | Sous-total            | 44          | 4           | 4           | 1               | 0               | 0               | 6                 | 0                 | 1                 | -          | -          | -          | -                              | -                              | -                              | -                              | 51    | 4     | 5     |
| 2023-2024             | Crystal Palace        | Premier League        | 16          | 0           | 3           | -               | -               | -               | -                 | -                 | -                 | -          | -          | -          | -                              | -                              | -                              | -                              | 16    | 0     | 3     |
| 2024-2025             | Crystal Palace        | Premier League        | 20          | 0           | 0           | 5               | 0               | 0               | 2                 | 0                 | 0                 | -          | -          | -          | -                              | -                              | -                              | -                              | 27    | 0     | 0     |
| 2025-2026             | Crystal Palace        | Premier League        | 0           | 0           | 0           | -               | -               | -               | -                 | -                 | -                 | 1          | 0          | 1          | -                              | -                              | -                              | -                              | 1     | 0     | 1     |
| Sous-total            | Sous-total            | Sous-total            | 36          | 0           | 3           | 5               | 0               | 0               | 2                 | 0                 | 0                 | 1          | 0          | 1          | -                              | -                              | -                              | -                              | 44    | 0     | 4     |
| Total sur la carrière | Total sur la carrière | Total sur la carrière | 80          | 4           | 7           | 6               | 0               | 0               | 8                 | 0                 | 1                 | 1          | 0          | 1          | -                              | -                              | -                              | -                              | 95    | 4     | 9     |

### En sélection nationale
| Saison                | Sélection             | Phases finales        | Phases finales | Phases finales | Phases finales | Éliminatoires | Éliminatoires | Éliminatoires | ligue des nations | ligue des nations | ligue des nations | Matchs amicaux | Matchs amicaux | Matchs amicaux | Total | Total | Total |
| Saison                | Sélection             | Compétition           | M              | B              | Pd             | M             | B             | Pd            | M                 | B                 | Pd                | M              | B              | Pd             | M     | B     | Pd    |
| --------------------- | --------------------- | --------------------- | -------------- | -------------- | -------------- | ------------- | ------------- | ------------- | ----------------- | ----------------- | ----------------- | -------------- | -------------- | -------------- | ----- | ----- | ----- |
| 2023-2024             | Angleterre            | -                     | -              | -              | -              | -             | -             | -             | -                 | -                 | -                 | 1              | 0              | 0              | 1     | 0     | 0     |
| Total sur la carrière | Total sur la carrière | Total sur la carrière | -              | -              | -              | -             | -             | -             | -                 | -                 | -                 | 1              | 0              | 0              | 1     | 0     | 0     |

## Palmarès

### En club
Crystal Palace
- Coupe d'Angleterre
  - Vainqueur : 2025
- Community Shield
  - Vainqueur : 2025